# 禁止俄羅斯正教會在烏克蘭活動法
《保護宗教團體活動領域內憲法秩序法》（非正式稱為《禁止俄羅斯正教會在烏克蘭活動法》），是烏克蘭一項法律，於2024年8月20日由烏克蘭最高拉達通過。該法律以265票贊成通過，29票反對，4票棄權，23名議員未參與投票。
此法明確禁止外國宗教團體及其分支機構活動的標準和後果，並特別針對宣傳「俄羅斯世界」意識形態的行為，直接禁止俄羅斯正教會在烏克蘭的活動 。
2024年8月25日法律生效后，符合禁令条件的宗教团体有9个月的缓冲期来采取措施，而在正式啟動對宗教團體的禁止程序之前，政府可提前收回這些團體租用的國有或市政財產。這主要涉及那些具有歷史價值的教堂，其租約將在法律通過數月後自動解除。根據BBC的報導，這約涉及三千個隸屬俄羅斯正教會烏克蘭分會的社區，他們目前正在使用這些古老的教堂。

## 主題
烏克蘭法《關於保護宗教組織活動領域內憲政秩序法》禁止受控於對烏克蘭進行侵略的國家相關之宗教團體在烏克蘭運作。該法將外國宗教團體定義為根據其他國家法律成立和／或註冊的法人宗教機構（包括宗教管理機構、協會或中心），其所在地位於烏克蘭境外。只要其活動不危害烏克蘭的國家安全或公共秩序、健康、道德、他人權利和自由，外國宗教團體仍可在烏克蘭活動。
該法第二條第二項規定禁止外國宗教團體活動的標準，包括：
1. 位於被認定為對烏克蘭進行或曾經進行武裝侵略，和／或暫時佔領烏克蘭部分領土的國家；
2. 直接或間接（例如通過管理人員或其他領導機構的公開言論）支持對烏克蘭的武裝侵略。這些外國宗教團體包括那些其領導機構或管理中心位於相關侵略國家境內的外國宗教團體（包括宗教管理機構、協會、中心）。
3. 根據本條規定，被禁止活動的外國宗教組織在該法第三項中有詳細說明。

該法第三條第一項明確禁止俄羅斯正教會在烏克蘭的活動，因為該法認為，該教會是侵略國家政權的意識形態延伸，是俄羅斯及其「俄羅斯世界」意識形態所引發的戰爭罪和反人類罪的幫兇。
任何隸屬於被禁止在烏克蘭活動的外國宗教團體之機構，包括作為另一宗教團體的一部分，或符合《烏克蘭宗教信仰自由與宗教組織法》第51條所規定的其他特徵，均不被允許在烏克蘭進行活動，這類宗教機構將依照法律程序終止其運作。
隸屬於被禁止在烏克蘭活動的外國宗教團體之機構名單，將由負責實施國家宗教政策的烏克蘭中央行政機構（以下統稱中央行政機構）批准，並公佈於其官方網站。根據法律規定，若某外國宗教團體位於被認定為對烏克蘭進行或曾進行武裝侵略和/或暫時佔領烏克蘭部分領土的國家，則該宗教組織在烏克蘭的活動自本法或相關修正法案生效之日起終止。
根據該法第五條，禁止利用宗教機構推廣「俄羅斯世界」意識形態，包括任何形式的宣傳行為。在執行此條款時，將考慮到宗教機構本身及其管理機構，或代表其行事的人員所進行的「俄羅斯世界」意識形態的宣傳活動，無論這些行動是何種形式的協調。確認宗教機構是否用於推廣「俄羅斯世界」意識形態的問題，將由負責宗教政策的中央行政機構審查。在此過程中，可使用宗教專家鑒定結論、其他中央行政機構提供的信息、公共電子登記數據，以及來自個人、法人、媒體和其他公開來源的信息。

### 禁止程序
與外國宗教團體有聯繫的宗教機構的終止和禁止程序主要規定列在該法律的第二項中，這些作為最終條款的內容佔據該法的大部分篇幅。
涉嫌與俄羅斯正教會合作的宗教機構將由相關專家委員會進行審查。該委員會應由烏克蘭國家民族政策與宗教信仰自由服務局設立。如果委員會確認有違規情況，該局將向該宗教機構發出指令，要求其糾正問題。隸屬於侵略國的宗教機構在烏克蘭境內的分支將有9個月的時間來斷絕與其管理中心的聯繫。
若無法在規定時間內終止與侵略國的關係，該局將向法院提起訴訟，由法院決定是否對該宗教機構進行禁制。

### 禁令後果
該法第四條規定禁止外國宗教團體在烏克蘭活動的後果。具體來說，烏克蘭國家安全與國防委員會將根據《烏克蘭制裁法》及其相關實施法規，對被禁止活動的外國宗教團體實施限制措施（制裁）。
如果烏克蘭居民與被禁止活動的外國宗教團體之間，以及與這些外國宗教團體作為成員而登記在烏克蘭的法人之間存在未到期的財產使用（例如租賃、出租、租借）合約，這些合約將在未能於規定期限內達成與該法規一致的情況下提前終止。
被禁止活動的外國宗教團體將不能擁有或參與在烏克蘭註冊的法人。如果法人在自該外國宗教團體被禁止活動之日起的三個月內未能調整其成員結構以符合該法，法院將根據宗教事務中央行政機構提起的訴訟，裁定該法人終止。
宗教團體，包括宗教社區或其他私法法人，不得與在烏克蘭被禁止活動的外國宗教團體保持關係、聯繫或通信，除非這些行為經由實施國家宗教政策的中央行政機構批准。為獲得批准，相關人員必須向宗教事務中心提交申請，並附上證明這種聯繫或通信需求的材料。
在烏克蘭運作的宗教團體，不能將其管理中心設立在被認定為對烏克蘭進行侵略或暫時佔領其部分領土的國家，也不能成為此類國家的宗教組織的一部分，或與其有任何形式的隸屬關係。

## 歷史
在烏克蘭最高拉達中，已註冊11項旨在禁止或限制外國宗教團體及其分支活動的法案。
2018年12月20日，最高拉達通過《關於修改烏克蘭〈關於宗教自由與宗教組織法〉的法律》，該法要求莫斯科宗主教聖統烏克蘭正教會更名為俄羅斯正教會，因其管理中心位於對烏克蘭進行軍事侵略的國家。
在俄羅斯全面入侵烏克蘭後，一些地方議會決定暫停或禁止莫斯科宗主教聖統烏克蘭正教會在當地社區的活動，儘管這些決定不具有法律約束力。不少地區、市鎮和村莊議會紛紛向最高拉達、烏克蘭總理和烏克蘭總統請願，要求立法禁止莫斯科宗主教聖統烏克蘭正教會在烏克蘭的活動。
2022年5月，莫斯科宗主教聖統烏克蘭正教會召開公會議，修改其章程，刪除對俄羅斯正教會的提及，但保留了對莫斯科牧首阿列克謝二世章程的引用。然而，基輔都主教伊皮法紐斯表示，此次公會議未對該團體帶來任何實質變化，該團體仍然與母會俄羅斯正教會保持聯繫。
2022年12月1日，烏克蘭總統弗拉基米爾·澤連斯基簽署命令，落實烏克蘭國家安全與國防事務委員會的決定，禁止與俄羅斯相關的宗教團體在烏克蘭境內運作。隨後，烏克蘭內閣於2023年1月19日向最高拉達提交相關法律草案，原計劃在2023年5月進行審議。但在2023年9月23日，最高拉達主席魯斯蘭·斯特凡丘克表示，由於內部討論，議會並沒有足夠票數來支持禁止俄羅斯正教會的法律草案。
2022年12月27日，烏克蘭憲法法院認定《關於宗教自由與宗教組織法》符合憲法，該法要求烏克蘭正教會（莫斯科宗主教區）更名。
2023年3月29日，烏克蘭終止與烏克蘭正教會（莫斯科宗主教區）簽訂的基輔洞窟修道院的租賃合同。2023年年初，由於租賃合同到期，波恰伊夫拉伏拉的控制權也開始歸還國家。同年6月，有消息稱頓涅茨克州軍事管理局計劃重新審查與烏克蘭正教會（莫斯科宗主教區）簽訂的聖山拉伏拉之無限期使用租賃協議。
2023年10月5日，烏克蘭最高拉達收集226個簽名，呼籲議長魯斯蘭·斯特凡丘克推動禁止與侵略國相關的宗教團體在烏克蘭活動。
2023年10月19日，最高拉達在初次審議通過該禁令法案。
2023年11月2日，第六行政上訴法院維持初審法院的裁決，確認根據2018年法律要求烏克蘭正教會（莫斯科宗主教區）更名的決定合法。
2024年3月，最高拉達收到由羅伯特·阿姆斯特丹領導的「Amsterdam & Partners LLP」律師行的威脅信，該公司由受制裁的前議員瓦季姆·諾文斯基資助，信中對禁止俄羅斯正教會在烏克蘭活動的法案提出抗議。
2024年4月17日，歐洲委員會議會認定俄羅斯正教會是克里姆林宮進行「俄羅斯世界」宣傳的工具。
2024年5月28日，烏克蘭的公共組織和運動代表聯合呼籲最高拉達領導層和執政黨立即通過一項法案，禁止俄羅斯正教會的活動，並推動烏克蘭地名去殖民化的決議。
2024年7月21日，70名最高拉達議員向最高拉達和執政黨發出最後通牒，要求徹底禁止烏克蘭正教會（莫斯科宗主教區）的活動。
2024年8月17日，烏克蘭全國教會和宗教組織理事會表示支持立法，禁止與俄羅斯有關的宗教團體在烏克蘭活動。
2024年8月20日，最高拉達通過第8371號法案的二讀和最終版本，該法案禁止管理中心設在侵略國的宗教團體活動。2024年8月24日，在烏克蘭獨立日當天，總統弗拉基米爾·澤連斯基簽署該法案，並在《烏克蘭之聲》上發佈，法案於次日正式生效。

## 反應

### 國家和國際組織
- 美国：2024年4月9日，美國國際宗教自由委員會向烏克蘭發出正式信函，對最高拉達審議第8371號法案所引發的局勢表示關切。2024年4月底，烏克蘭回應強調國家安全在監控宗教活動方面的重要性[39]。

- 梵蒂岡：天主教教宗方济各谴责乌克兰通过禁止与俄罗斯有联系的宗教机构在乌克兰境内活动的法律，称这一举动可能会侵犯宗教信仰自由[40]。

### 宗教組織
- 君士坦丁堡普世牧首區：君士坦丁堡普世牧首巴爾多祿茂一世表示支持有利於烏克蘭的措施，特別是由總統弗拉基米爾·澤連斯基宣佈有關該國精神獨立的倡議[41]。

- 俄羅斯正教會：莫斯科宗主教聖主教公會議強烈譴責這項法律，認為其違背法治原則，並且是對主要宗教社群的最終打擊。會議指責普世牧首巴爾多祿茂一世，稱他的行為負面，決策單方面且倉促，違反神聖規則的精神，這只會進一步加劇烏克蘭教會分裂，而無助於解決問題[42]。

- 塞爾維亞正教會：牧首波尔菲里批评乌克兰禁止与俄罗斯有联系的法律禁令，他以塞尔维亚东正教在第二次世界大战期间遭到取缔和迫害为例，指乌克兰正在引入一种新的极权主义，还将该乌克兰的决定与古罗马的“迫害基督徒”的历史相比较[43]。

- 保加利亞正教會：索菲亞都主教丹尼爾在與美國駐保加利亞大使的對話中提到，烏克蘭正教會（莫斯科宗主教區）正因據稱具有歧視性的政策而面臨「各種限制」。他對世界上監督宗教進程的「民主力量」充滿信心，認為他們會注意到烏克蘭這些「令人擔憂的趨勢」，並將努力保障宗教自由和烏克蘭正教會（莫斯科宗主教區）的財產不可侵犯性[44]。

- 全烏克蘭教會和宗教組織理事會：其在8月16日發表聲明，支持任何禁止敵視烏克蘭團體活動的立法倡議[45]。

- 烏克蘭拉丁教會：2024年8月17日，天主教基輔-日托米爾教區主教維大理·克爾維齊基在全烏克蘭教會及宗教組織理事會與俄羅斯正教會的會議上表示，理事會預計會譴責俄羅斯正教會並支持在二讀通過該法律草案[46][47]。

- 烏克蘭正教會：2024年3月8日，烏克蘭正教會至聖主教公會議呼籲烏克蘭最高拉達儘快通過一項法律草案，禁止任何烏克蘭宗教組織從屬於俄羅斯的宗教和國家中心[48]。2024年8月21日，基輔都主教伊皮法紐斯宣佈他已準備好與都主教歐諾菲力進行對話，並呼籲信徒們拒絕「俄羅斯枷鎖」[49]。

- 烏克蘭希臘禮天主教會：2023年1月，大總主教斯維亞托斯拉夫·舍夫丘克表示對禁止俄羅斯正教會的合理性存有疑慮。他認為這樣的行動可能會適得其反，反而有助於俄羅斯正教會[50]。

- 烏克蘭正教會（莫斯科宗主教區）：2023年10月，該教會反對該法律草案，認為該草案不符合《歐洲人權公約》和《烏克蘭憲法》。俄羅斯正教會表示，該草案「本質上是針對並禁止烏克蘭正教會」[51]。在2024年8月20日最終通過該法律草案後，都主教克萊門特表示：「烏克蘭正教會將繼續作為一個真正的教會存在。或許烏克蘭正教會禁止莫斯科宗主教區，但烏克蘭正教會並不屬於莫斯科宗主教區[52]。」

- 亞美尼亞天主教會：宗主教卡雷金二世警告說，該立法將對東正教徒的精神和教規生活產生負面影響[53]。

## 社會意見
根據2023年1月的調查結果，69%的烏克蘭人自認為是東正教徒，其中41%屬於烏克蘭正教會，4%屬於烏克蘭正教會（莫斯科宗主教區），另有24%則不隸屬於任何宗主教區。
而根據2024年5月的社會調查，82%的烏克蘭人對烏克蘭正教會（莫斯科宗主教區）缺乏信任，63%的人支持全面禁制該教會。